# Richtgetal
Het richtgetal van een flitser is een maat voor de lichtopbrengst en is gelijk aan het product van de afstand (flitser tot object) en de benodigde diafragmawaarde. 
Hoe hoger het richtgetal, des te krachtiger is de flitser. Een flitser met een richtgetal dat twee keer zo groot is als een andere flitser, kan een bepaald object belichten op een twee keer zo grote afstand als die andere flitser, bij dezelfde diafragmawaarde. 
Het richtgetal is altijd gedefinieerd bij een bepaalde filmgevoeligheid, waarbij 100 ISO/ASA de standaard is. Een fabrikant kan het richtgetal ook bij 200 ISO opgeven en dan wordt het richtgetal 1,4 maal (√2) zo groot. Meestal wordt het richtgetal in metrische maten opgegeven, een enkele maal wordt voor de Amerikaanse markt het richtgetal (guide number) ook wel gebaseerd op voeten. De referentiewaarde voor het diafragma is doorgaans 1:1. De brandpuntsafstand hierbij is meestal 105 mm.
Voor flitsers die niet op de camera zelf of in combinaties gebruikt worden, zoals studioflitsers, heeft het weinig zin een richtgetal op te geven. In plaats daarvan wordt voor dergelijke flitsers de lichtenergie in wattseconde (Ws) opgegeven.
Bij flitsers waarbij automatische belichting mogelijk is ("computerflitser" of "dedicated" flitser) is het richtgetal alleen nog van belang voor de maximale afstand waarop met een bepaald diafragma nog gefotografeerd kan worden. De flitser zal zelf de hoeveelheid licht beperken zodra er voldoende belicht is.

## Relatie tussen richtgetal, diafragma en bereik van een flitser
Wanneer het richtgetal is omgerekend naar de gewenste filmgevoeligheid, geldt voor de maximale afstand waarop men een onderwerp met de flitser kan belichten met een objectief met een zekere minimale diafragmawaarde, de volgende formule:

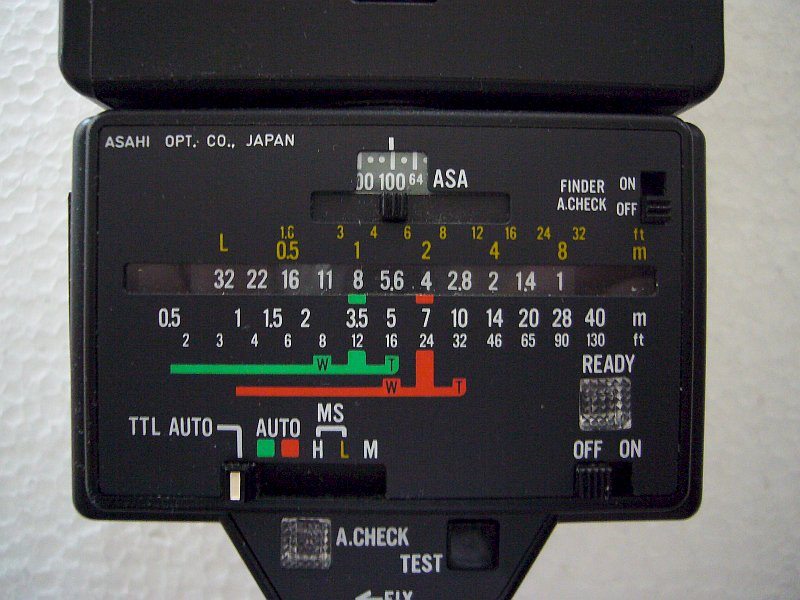
Rekenschuif van een flitser met richtgetal 28 ingesteld op 100 ISO/ASA. Op de witte schaalverdeling kunnen de afstanden en diafragma's afgelezen worden. De gele schaal is voor een "low-power"-stand met een RG 8.

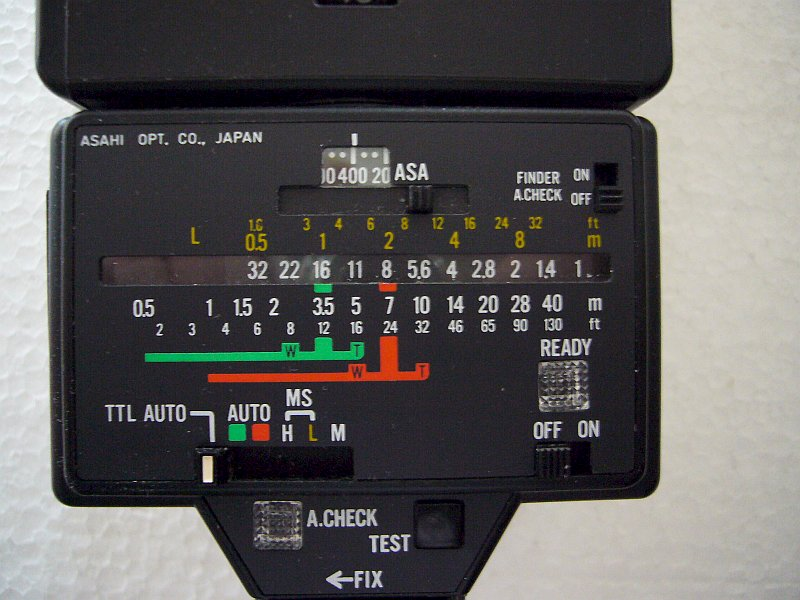
Rekenschuif ingesteld op 400 ISO/ASA

{\displaystyle Afstand_{\mathrm {max} }={\frac {Richtgetal}{Diafragma_{\mathrm {min} }}}}

## Voorbeeld van gebruik
- Een flitser met een richtgetal van 28 (zoals op de afbeelding rechts) wordt gebruikt om een onderwerp op 5 meter afstand van de flitser te fotograferen. Het te gebruiken diafragma is f/5,6 want 28 / 5 (richtgetal/afstand) = 5,6.
- Met diezelfde flitser en een lichtsterke lens met maximale opening f/1,4 kan tot een afstand van 20 meter (28 / 1,4) gefotografeerd worden.

Op veel flitsers is een tabelletje of rekenschuif aangebracht waarmee eenvoudig het bij de afstand behorende diafragma afgelezen kan worden. Op moderne automatische flitsers is vaak een lcd aangebracht waarop het effectieve flitsbereik wordt aangegeven.

## Opmerkingen
- Het richtgetal is een "richtgetal" en geen absolute waarde. Het is gebaseerd op gemiddelde opnameomstandigheden, zoals fotografie binnenshuis. Bij flitsen buitenshuis zal er geen licht gereflecteerd worden door plafond of wanden en valt er minder licht op het onderwerp waardoor het effectieve richtgetal afneemt. Omgekeerd zal in een volledig witte kamer meer licht op het onderwerp vallen waardoor het richtgetal effectief toeneemt. In beide gevallen moet (bij handmatige belichting) ofwel het diafragma of de afstand bijgesteld worden.
- Het richtgetal neemt toe met een factor 1,4 (√2) bij verdubbeling van de filmgevoeligheid. Het gebruik van een gevoeliger film (of hogere ISO-instelling op een digitale camera) is een manier om het bereik van een flitser te vergroten.
- Er zijn flitsers met een op de beeldhoek van de lens afstelbare reflector ("zoomflitsers"), het richtgetal hiervan is afhankelijk van de instelling. Het grootste richtgetal wordt bereikt bij de langste brandpuntsafstand (kleinste beeldhoek). Het licht wordt hier immers geconcentreerd op een kleiner oppervlak. In de groothoekstand wordt dezelfde hoeveelheid licht uitgesmeerd over een groter oppervlak en neemt het richtgetal af.
- Veel fabrikanten van flitsers verwerken op de een of andere manier het richtgetal in de typenummers van hun producten. Zo is de flitser op de foto's in dit artikel een Pentax AF280T met richtgetal 28.
- Bij oudere types flitsers en onder andere handmatige flitsers geldt: diafragma = richtgetal gedeeld door de afstand.